# كينيدي مكمان
كينيدي بيج مكمان (بالإنجليزية: Kennedy Paige McMann)‏ هي ممثلة أمريكية، ولدت في 30 أكتوبر 1996 في هولاند، ميشيغان.

## روابط خارجية
- كينيدي مكمان على موقع IMDb (الإنجليزية)
- كينيدي مكمان على موقع ميتاكريتيك (الإنجليزية)
- كينيدي مكمان على موقع روتن توميتوز (الإنجليزية)
- كينيدي مكمان على موقع قاعدة بيانات الأفلام العربية
- كينيدي مكمان على موقع ألو سيني (الفرنسية)
- كينيدي مكمان على موقع قاعدة بيانات الفيلم (الإنجليزية)
- كينيدي مكمان على موقع ليتربوكسد (الإنجليزية)
- كينيدي مكمان على موقع كينوبويسك (الروسية)